# Jour faste

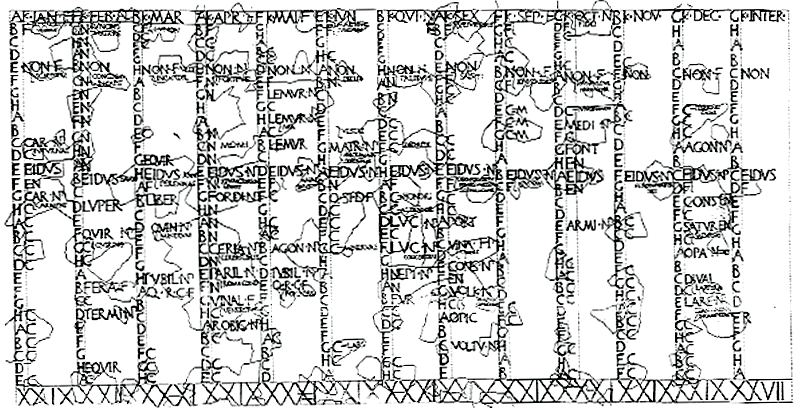
Calendrier romain.

Dans l’Antiquité grecque et romaine, les calendriers comportaient des jours fastes et des jours néfastes (dies fasti et dies nefasti).
Lors des jours fastes, la croyance était que les dieux étaient favorables et donc que toute action entreprise (construction, commerce, acte religieux, etc.) bénéficiait des meilleurs conditions. Lors des jours néfastes, inversement, toute action semble vouée à l’échec et les Romains comme les Grecs s’en abstenaient.

## En Grèce
L’expression grecque pour jours néfastes est hemerai apophas.
À Athènes, les anthestéries et les plyntéria sont deux jours néfastes.